# Canal+ (Hiszpania)

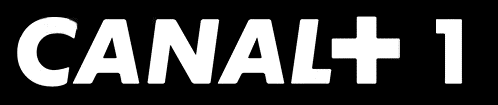
Logo Canal+ 1

Canal+ (poprzednio Canal+ 1) – hiszpańska stacja telewizyjna. Jej nadawcą była Distribuidora de Television Digital S.A. (DTS), właściciel cyfrowej platformy satelitarnej Canal+.
Canal+ był głównym kanał hiszpańskiego pakietu Canal+. Nadawał zarówno w standardzie SDTV i HDTV. Posiadał także swoją wersję timeshift channel, Canal+ 1 ...30 (wcześniej zwany Canal+ ...30), która nadawała z półgodzinnym opóźnieniem. Powstała ona w wyniku przekształcenia kanału nadającego w standardzie 16:9.
Podobnie jak odpowiedniki francuski i polski, Canal+ był stacją ogólnotematyczną – jej ramówkę stanowiły zarówno filmy i seriale fabularne jak i relacje z wydarzeń sportowych. 
Po przejęciu platformy Canal+ i przekształceniu jej w Movistar+, przywrócono stacji jej pierwotną nazwę. Canal+, gdyż nie dublowała się już z marką usług dostawcy. Stan ten nie trwał jednak długo, gdyż nowy właściciel zdecydował się całkowicie zrezygnować z nazwy Canal+ dla wszystkich kanałów oferowanych przez nadawcę. 1 lutego 2016 roku kanał został zastąpiony nową stacją o nazwie #0.